# Biserica de lemn din Armășești

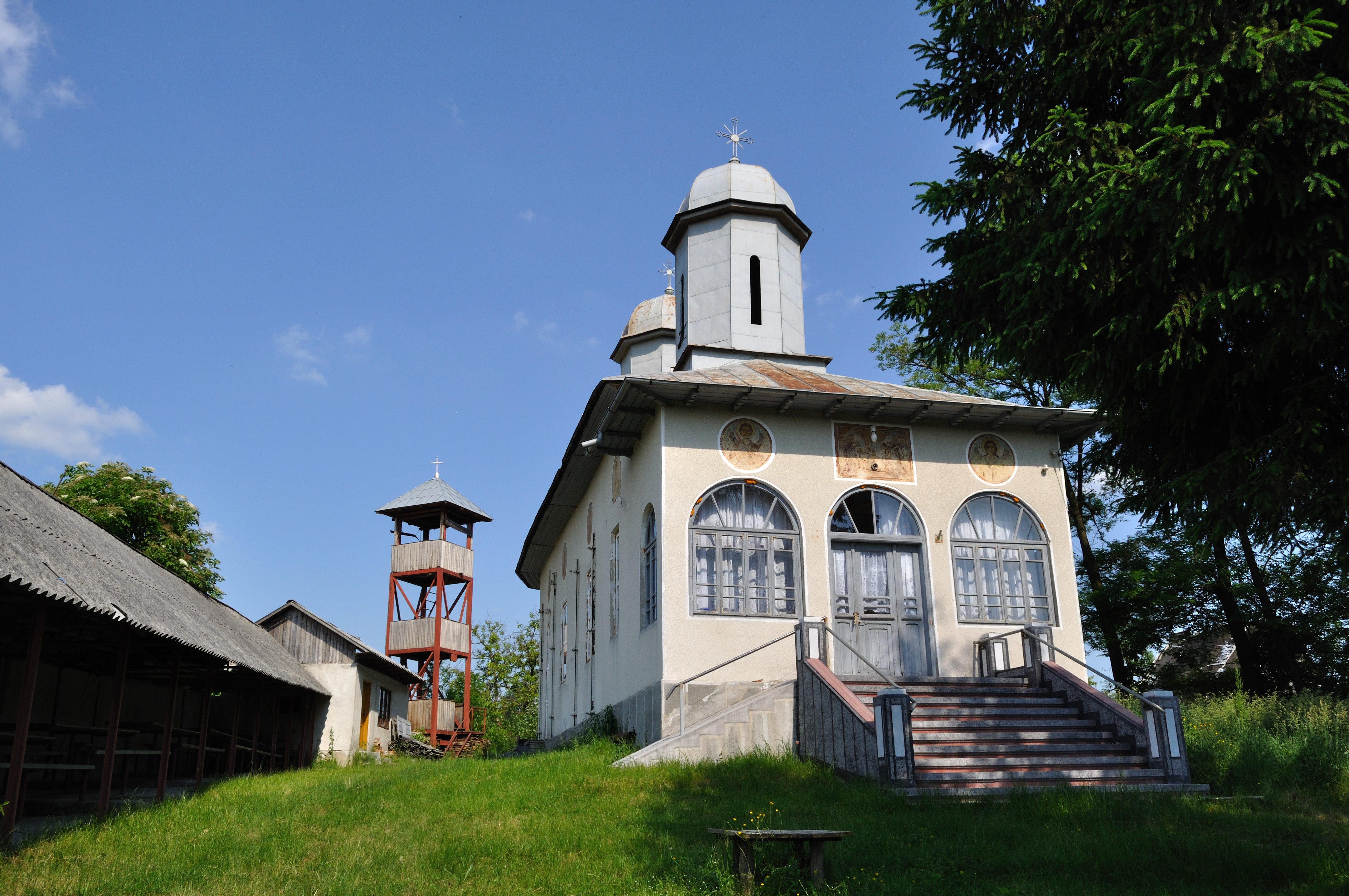
Biserica de lemn „Adormirea Maicii Domnului” din Armășești, judeţul Vâlcea, foto: iunie 2010.

Biserica de lemn din Armășești, comuna Cernișoara, județul Vâlcea, a fost construită în 1809. Are hramul „Adormirea Maicii Domnului”. Biserica se află pe noua listă a monumentelor istorice sub codul LMI: cod LMI VL-II-m-B-09634.